# Volume Up
『Volume Up』（ボリュームアップ）は、2012年4月9日に発売された韓国の歌手グループ・4minuteの3枚目のミニアルバム。発売元はMnet Media。

## 解説
- タイトル曲「Volume Up」は、中世のドラキュラ伯爵がテーマになっている[1]。

## 収録内容

### CD
1. Get on the Floor 1分45秒
作詞キム・ドンヨル、キム・ジュヒョク 作曲 シンサドンホレンギ
2. Volume Up 3分50秒
作詞 作曲 リー・ホヨン、ラドー
3. I'm OK 3分26秒
作詞 作曲 ラドー
4. Say My Name 3分16秒
作詞 作曲 ソン・ヨンベー、ソ・ジウ
5. Femme Fatale 3分29秒
作詞 リー・ミンウー デビット・キム 作曲キム・ドヒョン
6. Dream Racer 3分31秒
作詞 作曲 The Koxx
7. Black Cat 3分15秒
作詞 チャン・ジュンホ、ミンヨン・ジェヒョン、ゴン・ヒョンシク 作曲 チャン・ジュンホ、ゴン・ヒョンシク